# Święty kucharz od Hipciego

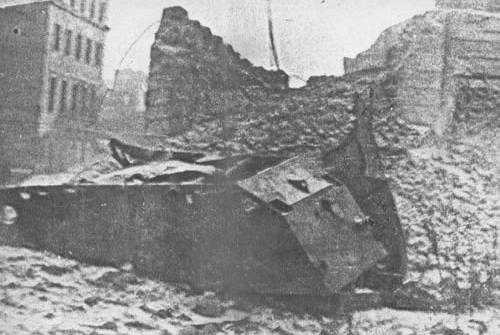
Resztki pojazdu Borgward B IV, który eksplodował przy ulicy Kilińskiego 3, 13 sierpnia 1944 r. o 18:07

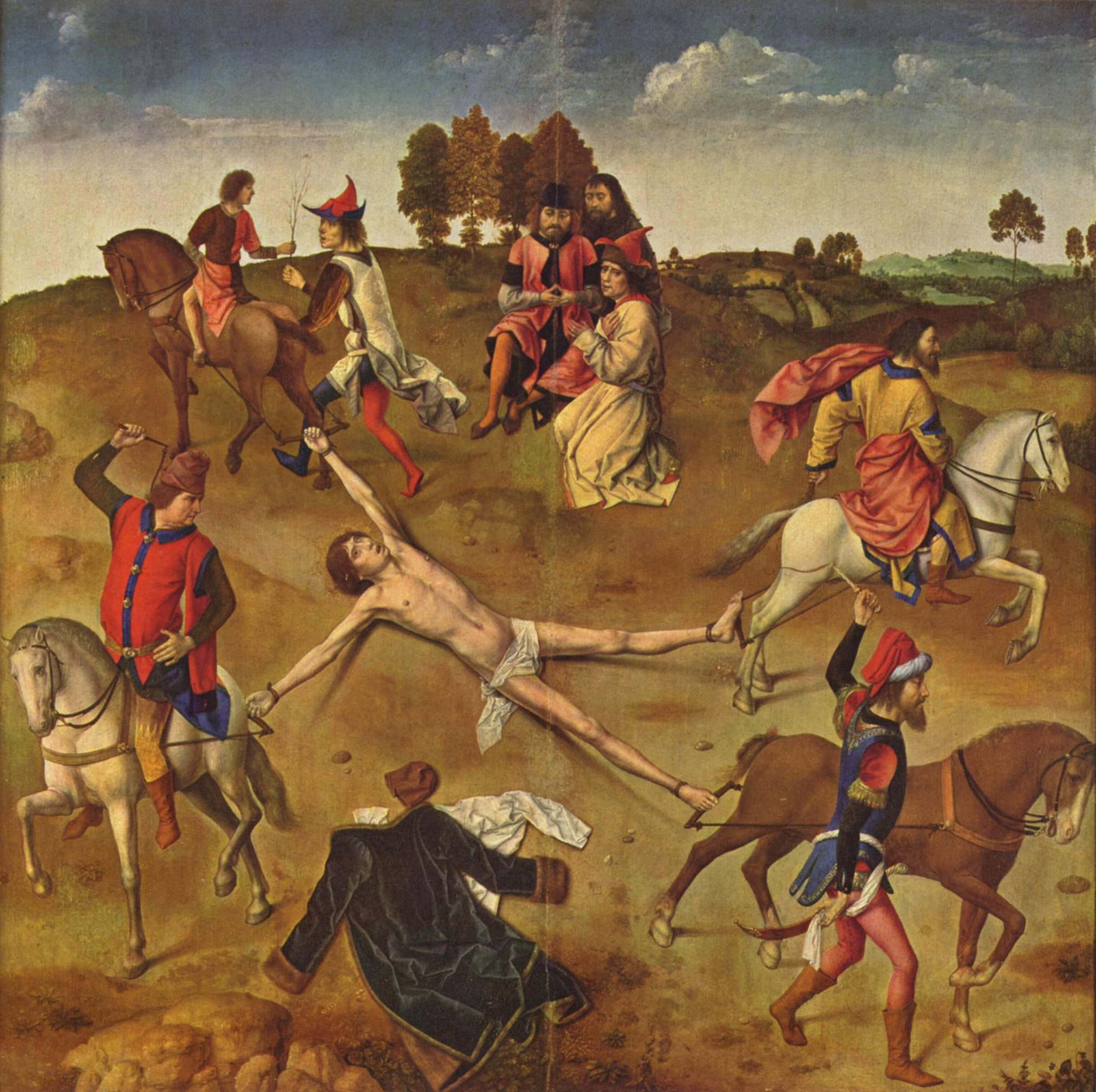
Męczeństwo świętego Hipolita według Dirka Boutsa (XV w.)

Święty kucharz od Hipciego (*** Święty kucharz od Hipciego ) – ostatni wiersz    Tadeusza Gajcego, redaktora „Sztuki i Narodu”, żołnierza powstania warszawskiego.

## Charakterystyka
Utwór został stworzony pod wpływem chwili, po wybuchu „czołgu pułapki” na Starówce 13 sierpnia 1944 r. W wyniku wybuchu zginęło ponad 300 osób, a kilkaset dalszych zostało rannych. Szczątki ofiar zostały rozrzucone po sąsiednich domach i ulicach. 
Tadeusz Gajcy nie był świadkiem masakry ani – najprawdopodobniej – nie odwiedzał po wybuchu miejsca zdarzenia. Opierał się raczej na zasłyszanych relacjach . 
Wiersz, napisany – zapewne 15 sierpnia – na papierowej torbie  , odnaleziono przy zwłokach poety, który zginął trzy dni po wydarzeniu. Tekst został przekazany przez dowódcę Topora (i Chmury), M. Kraczkiewicza.
Tytułowy Hipcio to święty Hipolit Rzymski , którego wspomnienie w kalendarzu katolickim przypada właśnie 13 sierpnia i którego męczeńska śmierć opisywana jest na wzór śmierci mitologicznego Hippolytosa. Według tradycji katolickiej wczesnośredniowieczny męczennik został rozerwany końmi, a szczątki rozczłonkowanego ciała zostały rozwłóczone po bezdrożach . 
W wierszu Gajcego rozrzucone wybuchem członki ludzkie nie są zasługującymi na szacunek ciałami zmarłych, lecz padliną z rynsztoka (Pachną trupkiem), która ma zostać zjedzona przez wszystkich świętych w groteskowej parodii eucharystii .
Szokujący utwór zawiera obraz całkowitej katastrofy, zapowiedź klęski powstania i krytykę (neo)mesjanizmu  (Przegryźcie Chrystusem/Narodów!). W sposób gorzki, szyderczy , ironiczny (sarkastyczny) pojawiają się rożne elementy tożsamości narodowej czy mitów narodowych, począwszy od kuchni polskiej (flaczki, salceson) przez słowiańskie gody po katolicyzm (wszyscy święci) i znane z sarmatyzmu hasło przedmurza chrześcijaństwa. Choć jako dzieło chwili utwór ten (szkic utworu) Stanisław Bereś uznaje za bez wątpienia wiersz nieudany artystycznie, to jednak przyznaje mu miano wyjątkowości na tle ówczesnej poezji powstańczej. Widzi w nim ponurą i makabryczną humorystykę opartą na kontraście między wzniosłymi ideami zaszczepionymi pokoleniu Kolumbów (m.in. przez literaturę romantyczną) a brutalną wojenną rzeczywistością. Według Pawła Goźlińskiego Święty kucharz od Hipciego jest utworem kluczowym, ukazującym ewolucję postawy poety, wyrazem gniewu i rozczarowania wobec ideologii narodowej i romantycznej koncepcji zbawczej misji poezji . 
Pod względem gatunkowym wiersz określany jest często jako fraszka . 
Utwór po raz pierwszy został podany do druku przez Jerzego Piórkowskiego („Współczesność” 1964, nr 22), a po raz pierwszy uwzględniony w edycji pism Gajcego w 1992 r.
Wiersz znalazł się w albumie muzycznym Gajcy! wydanym 17 lipca 2009 przez Muzeum Powstania Warszawskiego. Utwór do własnej muzyki wykonał Lech Janerka.